# Ікушешть (комуна)
Ікушешть, Ікушешті (рум. Icușești) — комуна у повіті Нямц в Румунії. До складу комуни входять такі села (дані про населення за 2002 рік):
- Ікушешть (805 осіб)
- Белушешть (2415 осіб)
- Бетринешть (206 осіб)
- Местякен (418 осіб)
- Рокна (435 осіб)
- Спірідонешть (274 особи)
- Табера (124 особи)

Комуна розташована на відстані 271 км на північ від Бухареста, 46 км на схід від П'ятра-Нямца, 62 км на південний захід від Ясс.

## Населення
За даними перепису населення 2002 року у комуні проживали 4677 осіб.
Національний склад населення комуни:
| Національність | Кількість осіб | Відсоток |
| -------------- | -------------- | -------- |
| румуни         | 4628           | 99,0%    |
| цигани         | 49             | 1,0%     |

Рідною мовою назвали:
| Мова      | Кількість осіб | Відсоток |
| --------- | -------------- | -------- |
| румунська | 4645           | 99,3%    |
| циганська | 31             | 0,7%     |
| угорська  | 1              | < 0,1%   |

Склад населення комуни за віросповіданням:
| Релігія       | Кількість осіб | Відсоток |
| ------------- | -------------- | -------- |
| православні   | 3327           | 71,1%    |
| римо-католики | 1325           | 28,3%    |
| п'ятдесятники | 21             | 0,4%     |
| старообрядці  | 3              | 0,1%     |